# Faire
Pour l’article ayant un titre homophone, voir fer.
Pour les articles homonymes, voir Faire (livre).
Faire est un verbe de la langue française. Il constitue un élément essentiel de la construction de la langue française par sa forte polysémie. « On peut en effet considérer le verbe faire comme implicitement contenu dans tous les autres au même titre que le verbe être ». Bien que pouvant être utilisé pour exprimer de nombreuses actions ou idées, le verbe faire est en général remplacé par un verbe synonyme plus précis dans le langage soutenu. 
Selon le dictionnaire Littré, le verbe faire est un « mot à signification très étendue qui, exprimant au sens actif ce que agir exprime au sens neutre, et au sens déterminé et appliqué à un objet ce que agir exprime au sens indéterminé et abstrait, dénote toute espèce d'opération qui donne être ou forme ». Ce dictionnaire cite 83 emplois de ce verbe à la fin du XIXe siècle, sans compter les très nombreux emplois régionaux ou considérés comme incorrects.

## Fonction d'opérateur
Parmi ces emplois, faire possède la fonction d'opérateur grâce à laquelle il peut être utilisé pour remplacer presque n'importe quel verbe. Une construction 
- nom1 + Verbe + nom2

peut souvent être remplacée par 
- nom1 + fait le (ou la) + nom3 + de + nom2

où Nom3 est un nom de sens proche de Verbe.
Exemple
- Jean décrit la scène

possède la même signification que 
- Jean fait la description de la scène.

Dans le cas de certains verbes « psychologiques », le sujet est passif, ce qui rend le verbe faire synonyme du verbe être :
- Pierre étonne Paul.
- Pierre fait l'étonnement de Paul.
- Pierre est étonnant pour Paul.

## Variations géographiques
L'usage de ce verbe peut varier suivant les régions ou les pays.
En français d'Afrique (notamment au Burundi et au Cameroun), l'usage du verbe faire s'est étendu à de nombreuses expressions, considérées comme incorrectes en français de France et non mentionnées dans les dictionnaires de référence. A contrario, le verbe faire en tant que semi-auxiliaire factitif est souvent omis :
- Vous nous perdez le temps

au lieu de
- Vous nous faites perdre du temps.

Au Canada, le verbe faire vient en renfort de pourquoi, de façon analogue à est-ce que :
Exemple
- Pourquoi est-ce que le monde existe ? (français de France)
- Pourquoi c'est faire (que) le monde existe ? (français du Québec)
- Quoi faire le monde existe ? (français de Terre-Neuve, avec élision du pour de pourquoi)

## Sources
- Peter Lauwers, La description du français entre la tradition grammaticale et la modernité linguistique : étude historiographique et épistémologique de la grammaire française entre 1907 et 1948, Leuven/Paris/Dudley, Ma., Peeters Publishers, 2004, 777 p. (ISBN 90-429-1472-6, lire en ligne)
- Thierry Ponchon, Le verbe faire en français médiéval, vol. 211, Genève/Paris, Librairie Droz, coll. « Publications romanes et françaises », 1994, 463 p. (ISBN 2-600-00047-X, lire en ligne)
- Claude Frey, « Variétés diatopiques et usages du verbe "faire" : un cheval de Troie dans l’approche différentielle ? », Le français en Afrique, Revue du Réseau des Observatoires du Français Contemporain en Afrique Noire, Nice, Institut de la langue française – CNRS, no 22,‎ 2007, p. 83-106 (lire en ligne)
- Marie-Thérèse Vinet, D'un français à l'autre : la syntaxe de la microvariation, Les Editions Fides, 2001, 194 p. (ISBN 2-7621-2210-4, lire en ligne)
- María Teresa García-Castanyer, « Le verbe <FAIRE>, pro-verbe et verbe opérateur, dans quelques textes sur la langue française du XVIIe au XIXe siècle », Anales de filologia francesa, no 4,‎ 1992, p. 43-55 (lire en ligne)
- « Faire », Dictionnaire Littré,‎ 1863-1877 (lire en ligne)
- Jacqueline Giry, « Remarques sur un emploi du verbe faire comme opérateur », Langue française, vol. 11, no 1. Syntaxe transformationnelle du français,‎ 1971, p. 39-45 (lire en ligne, consulté le 22 novembre 2009)
- Martin Riegel, Jean-Christophe Pellat et René Rioul, Grammaire méthodique du français, PUF, 2004, 672 p. (ISBN 2-13-053959-9)